# Терлецкий, Александр Дмитриевич
Алекса́ндр Дми́триевич Терле́цкий (28 августа (9 сентября) 1864 — не ранее 1921) — генерал-майор Русской императорской армии, участник Русско-японской, Первой мировой и Гражданской войн, Георгиевский кавалер. После Октябрьской революции служил в армии Украинской державы (имел чин генерального хорунжего), затем в Вооружённых силах Юга России.

## Биография
Из потомственных дворян Курской губернии, шляхетского рода Терлецких. Православного вероисповедания. Воспитывался в 1-м Московском кадетском корпусе (окончил курс). 16 августа 1882 года вступил в военную службу, — был зачислен юнкером в московское 3-е военное Александровское училище.
По окончании, по 1-му разряду, курса военного училища, 14 августа 1884 года был выпущен подпоручиком в 30-й пехотный Полтавский полк (Прасныш, Плоцкой губернии). В августе 1888 года, за выслугу лет, произведен в поручики, со старшинством с 14 августа 1888 года. В течение трёх лет и семи месяцев командовал ротой в своём полку, с осени 1895 года состоял при Петровском-Полтавском кадетском корпусе (Полтава) на должности офицера-воспитателя.
15 мая 1896 года произведен в штабс-капитаны и в октябре того же года был переведен из состава 30-го пехотного Полтавского полка в Петровский-Полтавский кадетский корпус, с оставлением в занимаемой должности офицера-воспитателя.
5 апреля 1898 года произведен в капитаны, 1 апреля 1901 года — в подполковники.
В связи с началом Русско-японской войны, 21 марта 1904 года офицер-воспитатель Петровского-Полтавского кадетского корпуса подполковник Терлецкий был переведен в 33-й пехотный Елецкий полк, расквартированный в Полтаве, в составе которого принимал участие в военных действиях в Маньчжурии. За отличия в делах против японцев был награждён командующим Маньчжурской армией орденом Святой Анны 2-й степени с мечами (награждение утверждено Высочайшим приказом от 19 марта 1905 года), а также, за отличия в делах против японцев, — орденом Святого Владимира 4-й степени с мечами и бантом (награждение утверждено Высочайшим приказом от 15 декабря 1905 года).
25 июля 1905 года переведен в 41-й пехотный Селенгинский полк (Киев, с 1909 года — Дубно, Волынская губерния) и 23 августа того же года назначен командиром батальона. 18 мая 1909 года «за отличие по службе» произведен в полковники, со старшинством со 2 мая того же года.
25 февраля 1912 года назначен командиром 168-го пехотного Миргородского полка (Киев), во главе которого вступил в Первую мировую войну.
За отличие в августовских боях 1914 года (во время Галицийской битвы) приказом главнокомандующего армиями Юго-Западного фронта от 24 ноября 1914 года № 291, Высочайше утверждённым 9 марта 1915 года, награждён Георгиевским оружием:
…за то, что в бою 16-го и 17-го августа 1914 года у д. Унтервальден, командуя 2-й бригадой 42-й пехотной дивизии, под сильным ружейным и артиллерийским огнем противника взял с боя позиции противника у д. Сопки и заставил его отступить в беспорядке.
15 августа 1914 года был ранен и эвакуирован на лечение в Киев.
7 января 1915 года был отчислен от должности командира полка, с назначением в резерв чинов при штабе Киевского военного округа и с зачислением по армейской пехоте.
С 20 апреля 1915 года назначен командиром 18-го пехотного Вологодского полка. 21 октября 1915 года «за отличия в делах против неприятеля» произведен в генерал-майоры, со старшинством с 1 июня 1915 года.
За подвиги мужества при командовании полком во время летнего 1916 года наступления приказом главнокомандующего армиями Западного фронта, утверждённым Высочайшим приказом от 27 января 1917 года, удостоен ордена Святого Георгия 4-й степени:
…за то, что, будучи командующим 18-м пехотным Вологодским Его Величества Короля Румынского Фердинанда I полком и получив задачу прорвать фронт противника на участке сильно укрепленной позиции к северо-западу от д. Дольное—Скробово, 20-го июня 1916 года во главе полка атаковал почти неприступную позицию противника, усиленную железобетонными сооружениями и оплетенную многочисленными рядами проволочных заграждений; под ураганным огнем артиллерии и пулеметов ворвался с полком на позицию, захватил две линии окопов и, несмотря на упорное сопротивление и контратаки противника (в том числе и газовые), закрепился на ней, успешно отбив все контратаки. Занятие этого важного и сильно укрепленного участка позиции обеспечило успех действий остальных войск ударной группы. Полком захвачены пленными: 1 штаб-офицер, 14 обер-офицеров и 450 нижних чинов, а также взято: одно орудие, три пулемета и много другой добычи.
29 ноября 1916 года назначен бригадным командиром 129-й пехотной дивизии, в 1917 году временно командовал 129-й пехотной дивизией.
14 августа 1917 года отчислен, по болезни, от должности бригадного командира 129-й пехотной дивизии, с назначением в резерв чинов при штабе Минского военного округа; 10 октября 1917 года — назначен в резерв чинов при штабе Киевского военного округа.
В 1918 году вступил в армию Украинской державы (переаттестован на генерального хорунжего). Занимал должность помощника начальника 15-й пехотной дивизии (по другим данным, был командиром бригады той же дивизии) в Екатеринославе.
Во время антигетманского восстания оставался на стороне гетмана Скоропадского, а после его отстранения от власти перешёл на сторону белогвардейцев. Участвовал в Екатеринославском походе. С 10 декабря 1918 года числился в Добровольческой армии генерала Деникина.
С 1 июня по 1 июля 1919 года служил в штабе 3-го армейского корпуса и в штабе войск Новороссийской области Вооружённых сил Юга России. По состоянию на 1919 год был командиром Сводного полка 34-й пехотной дивизии. С 26 ноября 1919 года был тыловым комендантом прифронтовой полосы войск Новороссийской области. По состоянию на 1920 год находился в той же должности.
В 1920-х годах эмигрировал в Болгарию.
Был женат, к январю 1914 года имел двух дочерей 13 и 7 лет.

## Награды
Ордена:
- Орден Святого Станислава 3-й степени[28] (ВП от 21.05.1893)
- Орден Святой Анны 3-й степени[28] (ВП от 06.12.1897)
- Орден Святого Станислава 2-й степени (ВП от 06.12.1902)
- Орден Святой Анны 2-й степени с мечами (1904; утв. ВП от 19.03.1905)
- Орден Святого Владимира 4-й степени с мечами и бантом (1904; утв. ВП от 15.12.1905)
- Орден Святого Владимира 3-й степени (06.12.1912; ВП от 21.03.1913)
  - Мечи к имеющемуся ордену Святого Владимира 3-й степени (ВП от 15.08.1916)
- Орден Святого Георгия 4-й степени (ВП от 27.01.1917)

Медали:
- Медаль «В память царствования императора Александра III» (1896)
- Медаль «В память русско-японской войны» (светло-бронзовая; 1906)
- Медаль «В память 200-летия Полтавской битвы» (1909)
- Медаль «В память 100-летия Отечественной войны 1812 года» (1912)
- Медаль «В память 300-летия царствования Дома Романовых» (1913)

Наградное оружие:
- Георгиевское оружие (утверждено ВП от 09.03.1915)

Знаки:
- Знак Екатеринославского похода (1920)